# Barleria aculeata
Barleria aculeata är en akantusväxtart som beskrevs av Isaac Bayley Balfour. Barleria aculeata ingår i släktet Barleria och familjen akantusväxter. Inga underarter finns listade i Catalogue of Life.